# Bovey
Bovey is een plaats (city) in de Amerikaanse staat Minnesota, en valt bestuurlijk gezien onder Itasca County.

## Demografie
Bij de volkstelling in 2000 werd het aantal inwoners vastgesteld op 662.
In 2006 is het aantal inwoners door het United States Census Bureau geschat op 669, een stijging van 7 (1,1%).

## Geografie
Volgens het United States Census Bureau beslaat de plaats een oppervlakte van
6,0 km², waarvan 5,9 km² land en 0,1 km² water. Bovey ligt op ongeveer 410 m boven zeeniveau.

## Plaatsen in de nabije omgeving
De onderstaande figuur toont nabijgelegen plaatsen in een straal van 12 km rond Bovey.